# میدیا بنجامین
میدیا بنجامین (به انگلیسی: Medea Benjamin) (نام در زمان تولد سوزان بنجامین) فعال سیاسی آمریکایی است که به خاطر تأسیس کودپینک و گروه مدافع تجارت منصفانه گلوبال اکسچینج به همراه کوین دانائر شناخته شده است. بنجامین نامزد حزب سبز در انتخابات سنای ایالات متحده در کالیفرنیا در سال ۲۰۰۰ بود که بیشترین تعداد رای حزب سبز در انتخابات‌های سنای ایالات متحده را در تاریخ آمریکا به دست آورد. در OpEdNews و هاف‌پست مطلب می‌نویسد.
در ۲۰۰۳، لس آنجلس تایمز او را یکی از شناخته شده‌ترین رهبران جنبش صلح خواند.

## اوائل زندگی
سوزان بنجامین در ۱۰ سپتامبر ۱۹۵۲ از آلوین و رز بنجامین متولد شد. او در فریپورت نیویورک در لانگ آیلند نیویورک بزرگ شد. خانواده او یهودی بودند و پدر او آلوین بنجامین فردی ثروتمند در کار ساخت و ساز بود و رئیس شرکتهای بنجامین بود. 
در زمانی که بنجامین در دانشگاه تافتز دانشجو بود نام خود را به میدیا که از نامهای اسطوره‌ای یونانی است تغییر داد. او معتقد بود که افسانه میدیا او را به صورت یک قهرمان فمینیستی تفسیر میکند که او فرزندان خود را نکشت بلکه توسط جامعه مردسالار به کشتن آنها متهم شد.
او همچنین عضو دانشجویان برای یک جامعه دمکراتیک نیز بود. کمی بعد او از تحصیل انصراف داد و به مسافرت در اروپا و آفریقا پرداخت. او بعدا به ایالات متحده بازگشت و کارشناسی ارشد در رشته اقتصاد از دانشگاه کلمبیا دریافت کرد. او ده سال کارمند سازمان ملل به عنوان اقتصاددان و متخصص تغذیه بود. او همچنین برای سازمان بهداشت جهانی، سازمان توسعه جهانی سوئد، و موسسه تغذیه و توسعه مشغول به کار بوده است. 

## انتقادها
در سال ۲۰۱۴ بنجامین به ایران سفر کرد تا در کنفرانس افق نو شرکت کند. در این کنفرانس تعدادی انکار کننده هولوکاست نیز حضور داشتند. اتحادیه ضد افترا از بنجامین به خاطر شرکت در این کنفرانس انتقاد کرد. او پاسخ داد که با اینکه از حضور انکارکنندگان هولوکاست ناراضی بود ولیکن چیزهای زیادی یاد گرفت و مایل به معذرت خواهی نیست. 

## زندگی شخصی
بنجامین دوبار ازدواج کرده است. ازدواج دوم او با فعال سیاسی کوین داناهر بود. او دارای دو دختر است که هر دو در موسسه مالی بنجامین که متعلق به اوست مشغول به کار هستند. بنجامین در سان فرانسیسکو زندگی میکند.